# Jekaterina Michailowna Ribeaupierre

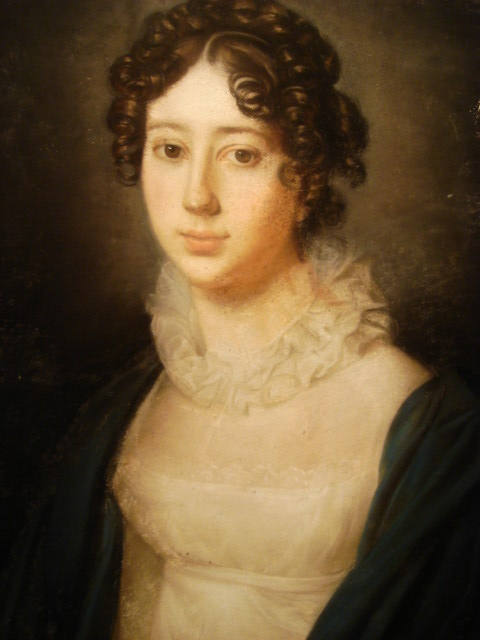
Jekaterina Michailowna Ribeaupierre

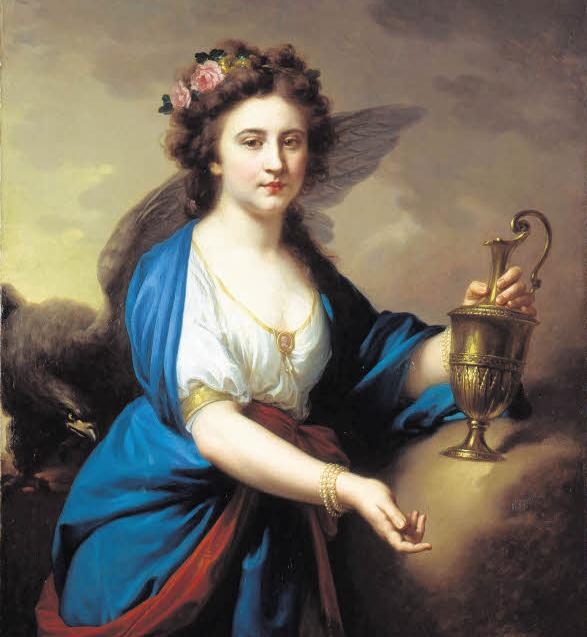
Jekaterina Michailowna Ribeaupierre

Gräfin Jekaterina Michailowna Ribeaupierre (russisch Екатерина Михайловна Рибопьер) (* 15. Juni 1788 in Sankt Petersburg; † 2. Februar 1872 ebenda) war eine russische Adlige und Hofdame.

## Leben
Sie war die Tochter des russischen Generalleutnants Michail Sergejewitsch Potjomkin und seiner Frau Tatjana Wassiljewna Potjomkina geb. Baronesse von Engelhardt. Jekaterina Michailowna Potjomkina war außerdem die Nichte der Hofdame von Zarin Katharina II. Baronesse Alexandra von Engelhardt und Großnichte von Fürst Grigori Alexandrowitsch Potjomkin. Sie heiratete im September 1809 den russischen Diplomaten und Bankmanager Graf Alexander Iwanowitsch Ribeaupierre. Ihre Empfänge in St. Petersburg mit Theateraufführungen waren beliebt und wurden auch von der Zarenfamilie besucht. Jekaterina Michailowna Potjomkina erhielt 1826 den Orden der Heiligen Katharina und wurde 1854 zur Staatsdame ernannt. Sie starb am 2. Februar 1872 in Sankt Petersburg und fand ihre letzte Ruhestätte neben ihrem Mann auf dem Tichwiner Friedhof in St. Petersburg.  

## Nachkommen
Ihre Kinder waren: 
- Sofja Alexandrowna Ribeaupierre (1813–1881); ⚭ Graf Wassili Pawlowitsch Golenischtschew-Kutusow
- Tatjana Alexandrowna Jussupowa (1829–1879); ⚭ Fürst Nikolai Borissowitsch Jussupow der Jüngere[2]
- Iwan Alexandrowitsch Ribeaupierre

## Auszeichnungen
- Russischer Orden der Heiligen Katharina, 1826
- Königlicher Marien-Louisen-Orden